# ホーホハイム・アム・マイン
ホーホハイム・アム・マイン (ドイツ語: Hochheim am Main, ドイツ語発音: [ˈhoːxha‿im]) は、ドイツ連邦共和国ヘッセン州マイン＝タウヌス郡の市である。

## 地理

### 位置
ホーホハイム市は、その名（直訳すると「高い街」）の通り、マイン＝タウヌス＝フォアラント南縁部の海抜約 35 m の段丘上に位置している。約 5 km にわたって延びる段丘の南斜面は、一部はマイン川河畔までブドウ畑に耕作されている。こうしたブドウ畑が立地する市の南端からは、ダルムシュタット、オーデンヴァルトのノインキルヒャー・ヘーエ、38 km 離れたベルクシュトラーセ沿いのメリボクス山の特徴的な山頂や、さらにはラインヘッセン地方のオッペンハイムまで望むことができる。同時に、南側からの街のシルエットは広い範囲から見ることができる。
近隣の大都市に、フランクフルト・アム・マイン、ヴィースバーデン、マインツがある。

### 隣接する大都市
ホーホハイム・アム・マインは、北はホーフハイム・アム・タウヌス、東はフレールスハイム・アム・マイン（ともにマイン＝タウヌス郡）、南はマイン川を隔ててリュッセルスハイム・アム・マイン、ビショフスハイムおよびギンスハイム＝グスタフスブルク（いずれもグロース＝ゲーラウ郡）、西はヴィースバーデンのマインツ＝コストハイム区およびデルケンハイム区と境を接している。

### 市の構成
ホーホハイム・アム・マイン市は、中核市区のホーホハイム区、ブドウ畑によって旧市街から隔てられたマイン川河畔の駅周辺に広がる市区であるジュートシュタット区、1977年に合併した人口約 1,500人のマッセンハイム区からなる。また、同じ時期からヴィースバーデン・ジャンクションも市域に含まれている。

## 歴史
ホーホハイムでは、ケルト時代の首長の墓が発掘されている。ローマ時代にはすでに、この地域には密に人が定住しており、ワイン造りがなされていた。ホーホハイムという地名は、4世紀から5世紀にこの地に定住したアレマン人の時代にまで遡る。これをフランク人が駆逐した。ホーホハイムは、聖ボニファティウスの最後の旅となった754年に初めて記録されている。マッセンハイムは、819年にフルダ修道院への寄進として初めて記録されている。ホーホハイム村は、1273年にケルン大聖堂参事会からマインツ大聖堂参事会に売却された。皇帝フリードリヒ3世は、ホーホハイムに対して年に2回市場を開く権利を授けた。帝国代表者会議主要決議によってホーフハイムは1803年にナッサウ＝ウージンゲン侯領となった。この侯領は、1806年にナッサウ＝ヴァイルブルク侯領と合併し、ナッサウ公国が成立した。1817年4月から、ホーホハイムはナッサウ公国のアムトの首邑となり、1820年に市に昇格したが、この都市権授与に関する証拠文書は遺されていない。1866年のプロイセン王国によるナッサウ公国併合後、ホーホハイムはヘッセン＝ナッサウ州に属した。ナッサウのアムトは、ラントクライス（郡）に再編され、ホーホハイムは初めはマイン郡、後にヴィースバーデン郡に属した。1928年にこの郡が廃止され、本市はマイン＝タウヌス郡に属すこととなった。第二次世界大戦終戦後、ホーホハイムはプロイセンのナッサウ州部分とともに新たに成立したヘッセン州に属した。1977年1月1日にマッセンハイムが本市に合併した。

## 行政

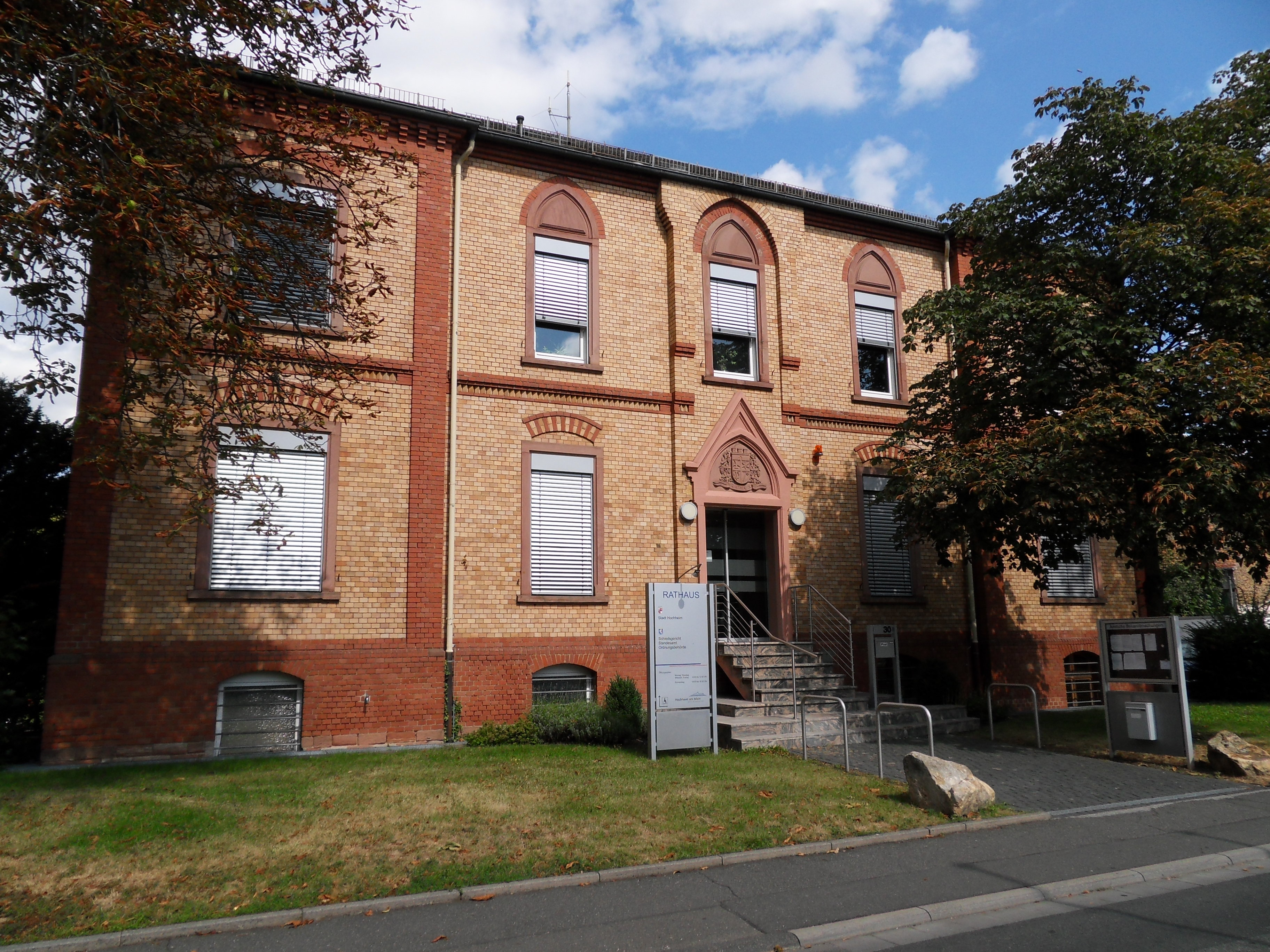
ホーホハイム・アム・マイン市の市庁舎

### 議会
ホーホハイム・アム・マイン市の市議会は 37議席からなる

### 首長
2002年から2014年まで市長職にあったアンゲーリカ・ムンク (FWG) は、2008年1月27日の選挙で 50.7 % の票を獲得して再選された。この選挙の投票率は 69.0 % であった。
後継者のディルク・ヴェステット（FDPの所属だが、独自に立候補した）は、2014年5月25日の決選投票で 59.6 % の票を獲得して当選した。この選挙の投票率は 51.7 % であった。

### 姉妹都市
- ル・ポンテ（フランス、ヴォクリューズ県）1987年

ハンガリー、トルナ県のボニハードおよびドイツ、テューリンゲン州のケレダと有効都市関係にある。

## 文化と見所

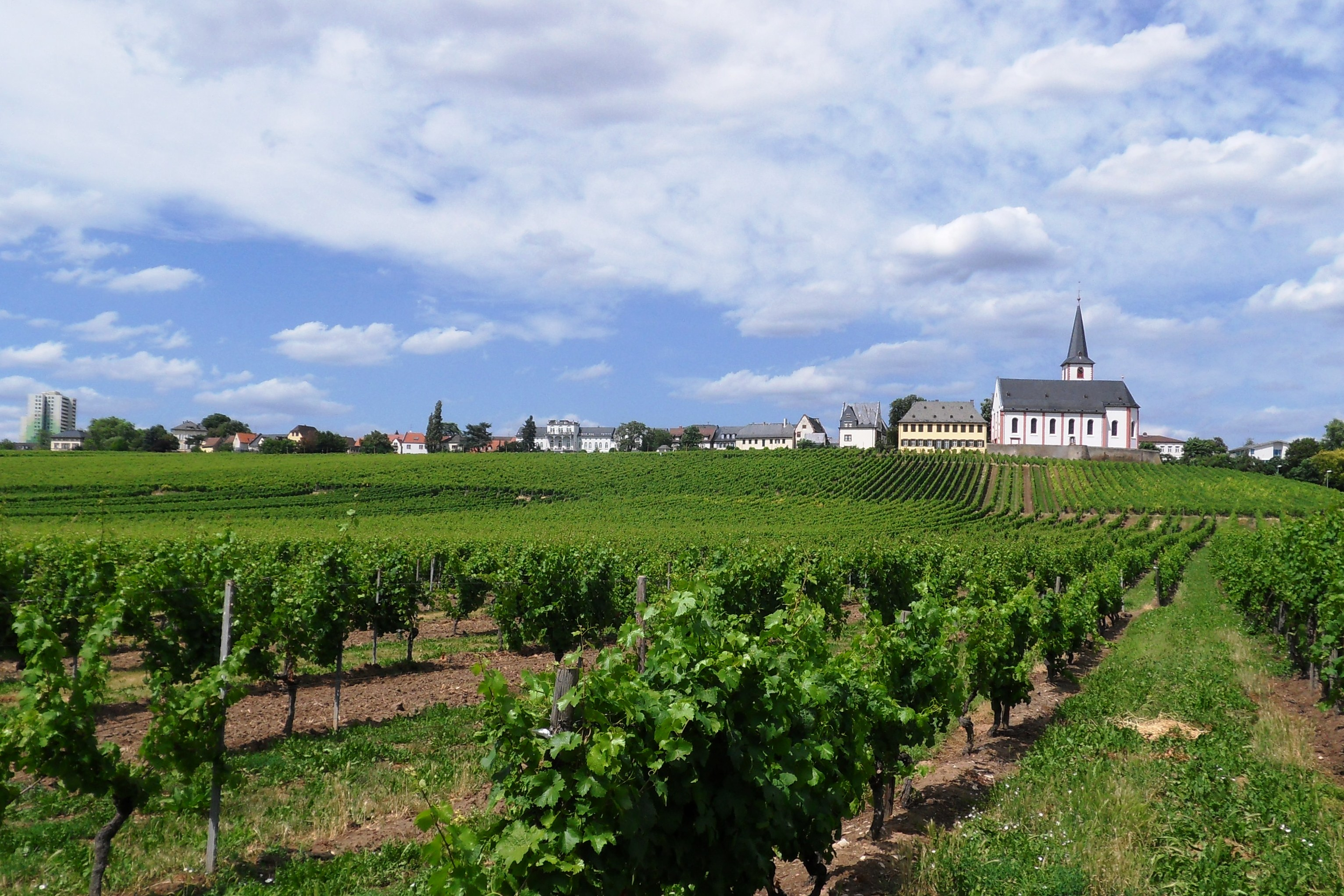
ホーホハイムの南からのシルエット。画面右手の教会が聖ペテロ＝パウロ教会。

ホーホハイムとマッセンハイムには、保護文化財に指定されている歴史文化財が 185点ある。ホーフハイム旧市街全域や、多くの修復された木組み建築が遺るマッセンハイム中心街もこれに含まれている。南のマイン川に向かって傾斜したブドウ畑は、遮るもののないホーホハイムの眺めにとって保護すべき緑地である。19世紀の初めに市壁が破壊されて以後は、南からの眺望は変わっていない。それ以後、この街は北、東、あるいは西方面に拡大していったためである。
南からの街のシルエットで目を惹くのは、聖ペテロ＝パウロ教会である。この教会はバロック様式の教会で、ゼフリンゲン（ウルム）出身のバロック画家ヨハン・バプティスト・エンデルレが1725年に制作制作したフレスコが遺されている。1999年から続けられていたエンデルレのフレスコの修復工事は2005年に完了した。
- ホーフハイム旧市街
- 聖ペテロ＝パウロ教会
- 聖ペテロ＝パウロ教会内陣

### 年中行事
この街では、毎年11月の初めに、ドイツ最大の秋市の一つであるホーホハイマー・マルクトが開催される。この市場は、1484年から開かれている。金曜日から火曜日までの、骨董市、レジャーパーク、家畜市が渾然となって人を惹きつけるイベントで、約 50万人近い客が訪れる。
7月の第1週末にホーホハイムのワイン祭が開かれ、10万人以上の客が訪れる。

## 経済と社会資本

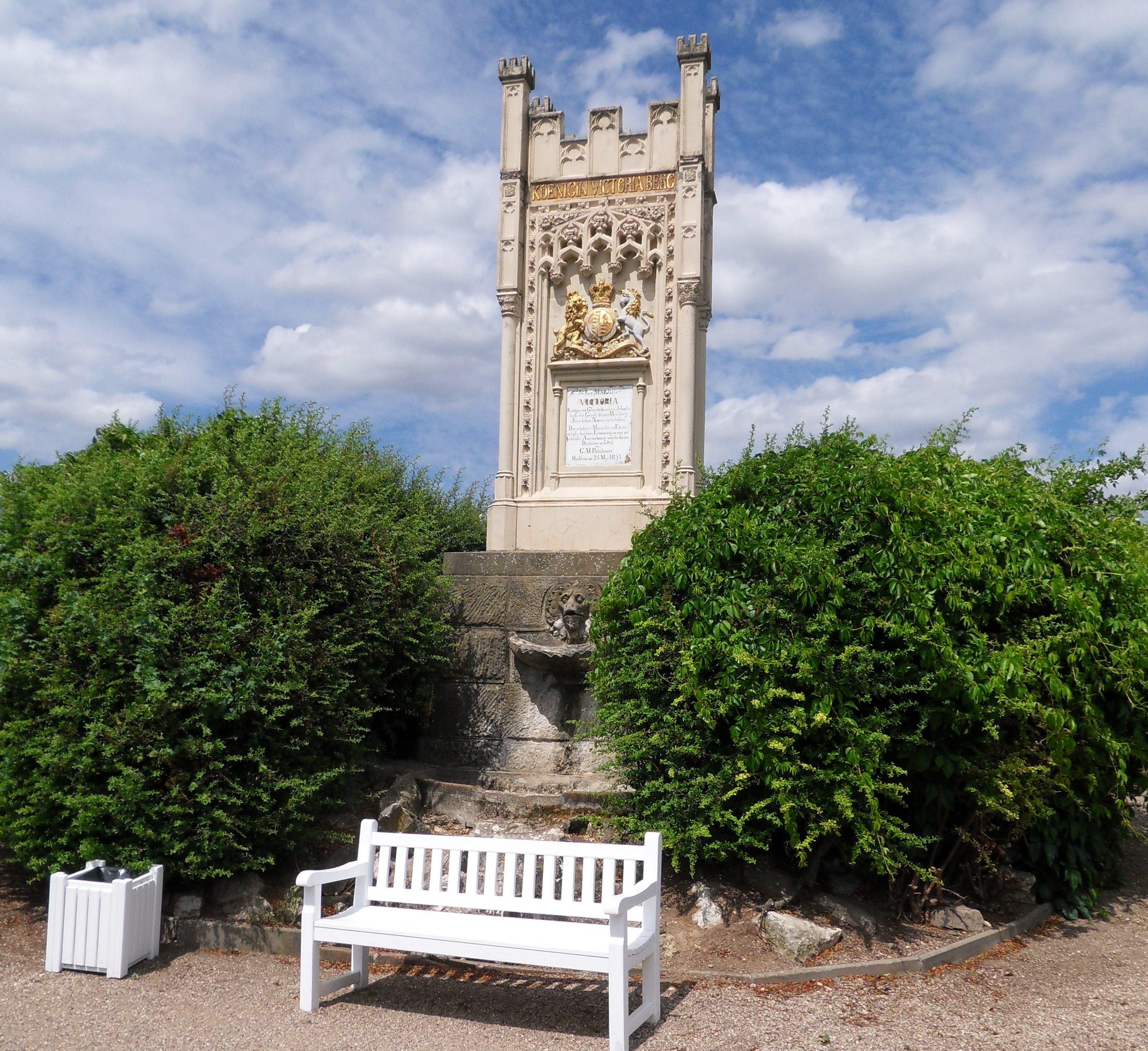
ヴィクトリア女王記念碑

この街を有名にしている経済分野は、ワイン製造業である。イギリス女王ヴィクトリアが1845年に訪問して以降、この地域を指す「Hock」がラインワイン全体を指すほど、ラインガウのワインにとって特別な意味を持つ。
伝承によれば、ホーホハイム・ワインのおいしさやイギリス宮廷に高価で納入したことは、次のことわざを生んだ "A good Hock keeps off the doc!"、すなわち「良質なホーホハイム・ワインは医者を遠ざける」。
241 ha のブドウ畑がホーホハイムにある。これはラインガウで最も広いブドウ畑を持つ街である。ホーホハイムは、ダウプハウス広域地区の中心地をなしている。最も有名なブドウ園は、アルトシュタットの麓に位置するドムデヒャナイ、キルヒェンシュテュック、市の東部鉄道の高台にある小規模なケーニギン＝ヴィクトリアベルクがある。ケーニギン＝ヴィクトリアベルクにはヴィクトリア女王のホーホハイム訪問を記念したヴィクトリア女王記念碑がある。この他には、ベルク、ヘルンベルク、ホーフマイスター、ライヒェスタール、シュタイン、シュティールヴェクといったブドウ園がある。さらにマッセンハイム市区内にはシュロスガルテン農場もある。栽培されているブドウの 80 % がリースリングで、15 % がシュペートブルグンダー、5 % がケルナー、ミュラー＝トゥルンガウ、その他の種類である。ドムデヒャント・ヴェルネルシェ・ヴァイングートは、マインツの聖職者を記念して名付けられた。
ホーホハイムは、19世紀から20世紀初めにかけて重要なゼクト（発泡ワイン）の産地でもあった。1837年、この地に「Mumm」の商標で知られるライン・ゼクト醸造所ブルゲフが設立された。この会社は現在、ロートケップヒェン＝ムム・ゼクトケレライエンの所有となっている。さらに1877年にはザクトハウス・カール・グレーガーが設けられた。
ホーホハイムの経済構造は第二次世界大戦以降、絶え間なく変化している。国際的に知られた企業としては、テトラパックが1965年からドイツセンターを置いている。

### 交通
市の西端を連邦アウトバーン A671号線が通っており、ホーホハイム南インターチェンジおよびホーホハイム北がある。また、西のマインツから東のフレールスハイム・アム・マインへ連邦道 B40号線が市内を貫いている。フレールスハイムやヴィースバーデン＝デルケンハイムへは、州道 L3028号線も通っている。
この街はライン＝マイン交通連盟内にあり、レーダーマルク - フランクフルト・アム・マイン - ヴィースバーデンを結ぶ Sバーン S1号線沿いに位置する。

#### 自転車道
ホーホハイム・アム・マインはレギオナルパルク・ライン＝マインのパイロット地域の一部であり、多くの自転車道が拡張または計画されている。
市内およびマイン川沿いを以下の自転車道が通っている。
- ヘッセン自転車道 R3号線（ライン＝マイン＝キンツィヒ自転車道）は「シュペートレーザーライターの足跡をたどる」というモットーの下、ライン川、マイン川、キンツィヒ川沿いにフルダを経由してレーン山地のタンまで延びている。R3号線は、エルトヴィレ - ホーホハイム・アム・マイン間は、ラインガウアー・リースリング・ルートを通っている。
- マイン自転車道は白マイン川および赤マイン川の水源からライン川との合流点であるマインツまで延びている。
- D-ルート 5（ザール - モーゼル - マイン）は、ザールブリュッケンから、トリーア、コブレンツ、マインツ、フランクフルト・アム・マイン、ヴュルツブルク、バイロイトを経由してチェコとの国境まで（全長 1,021 km）延びている。

## 人物

### ゆかりの人物
- フランツ・クラス（1928年 - 2012年）オペラ歌手。亡くなるまでホーホハイム・アム・マインに住み、リュッセルスハイムで亡くなった。

## 引用
1. ↑  Hessisches Statistisches Landesamt: Bevölkerung in Hessen am 31.12.2023 (Landkreise, kreisfreie Städte und Gemeinden, Einwohnerzahlen auf Grundlage des Zensus 2011)]
2. ↑  Max Mangold, ed (2005). Duden, Aussprachewörterbuch (6 ed.). Dudenverl. p. 406. ISBN 978-3-411-04066-7
3. ↑  2011年3月27日の市議会議員選挙結果、ヘッセン州統計局（2013年7月15日 閲覧）
4. ↑  2002年4月21日の市長選挙結果、ヘッセン州統計局（2013年7月15日 閲覧）
5. ↑  2008年1月27日の市長選挙結果、ヘッセン州統計局（2013年7月15日 閲覧）
6. ↑  2014年5月11日の一次投票結果、2014年5月25日の決選投票結果、ヘッセン州統計局（2014年7月24日 閲覧）
7. ↑  V wie Victoriaberg-Wein, Das Hessen-ABC bei Rhein-Main.Net 2006年7月7日付け（2013年7月15日 閲覧）
8. ↑  Königin-Viktoria-Denkmal, Kulturdenkmäler in Hessen（2013年7月15日 閲覧）